# Olce
Olce – dawna kolonia. Tereny, na których leżała, znajdują się obecnie na Białorusi, w obwodzie witebskim, w rejonie postawskim, w sielsowiecie Duniłowicze.
Nazwa dawniej używana – Alce.

## Historia
W dwudziestoleciu międzywojennym kolonia leżała w Polsce, w województwie wileńskim, w powiecie duniłowickim (od 1926 postawskim), w gminie Duniłowicze.
W 1931 w 13 domach zamieszkiwały 84 osoby.
W 1938 roku kolonia należała do gromady Malkowicze gminy Duniłowicze.